# Skällbergstjärnarna (Degerfors socken, Västerbotten)
Skällbergstjärnarna är en sjö i Vindelns kommun i Västerbotten och ingår i Umeälvens huvudavrinningsområde.